# Казинс Ајланд (Мејн)
Казинс Ајланд (енгл. Cousins Island) насељено је место без административног статуса у америчкој савезној држави Мејн.

## Демографија
По попису из 2010. године број становника је 490.
| Група             | 2000.    | 2010.       |
| Белци             | 0 (0,0%) | 478 (97,6%) |
| Афроамериканци    | 0 (0,0%) | 2 (0,4%)    |
| Азијати           | 0 (0,0%) | 3 (0,6%)    |
| Хиспаноамериканци | 0 (0,0%) | 2 (0,4%)    |
| Укупно            | 0        | 490         |